# 마거릿 스톨
마거릿 스톨(영어: Margaret Stohl)은 미국의 소설가이다. 영 어덜트 소설 《뷰티풀 크리처스》와 그 후속작들, 마블 코믹스 원작의 블랙 위도우 소설 시리즈, 《캡틴 마블》 연재로 알려져 있다.

## 저작
- 뷰티풀 크리처스(2009)
- 뷰티풀 다크니스(2010)
- 뷰티풀 카오스(2011)
- 뷰티풀 리뎀션(2012)
- 블랙 위도우: 포에버 레드(2015)
- 블랙 위도우: 레드 벤전스(2016)